# Net Consulting
Net Consulting este o companie de IT din România.
Pachetul majoritar de acțiuni al companiei (70%) a fost preluat în luna mai 2007, de către firma Asseco din Polonia pentru suma de 9,78 milioane euro.
Cifra de afaceri:
- 2007: 32,8 milioane Euro[2]
- 2006: 26,6 milioane euro[2]